# Mieczysław Kwiecień (komunista)
Mieczysław Kwiecień (ur. 4 lipca 1906 w Pałuszycach, zm. 4 lipca 1971 w Warszawie) – działacz komunistyczny.

## Życiorys

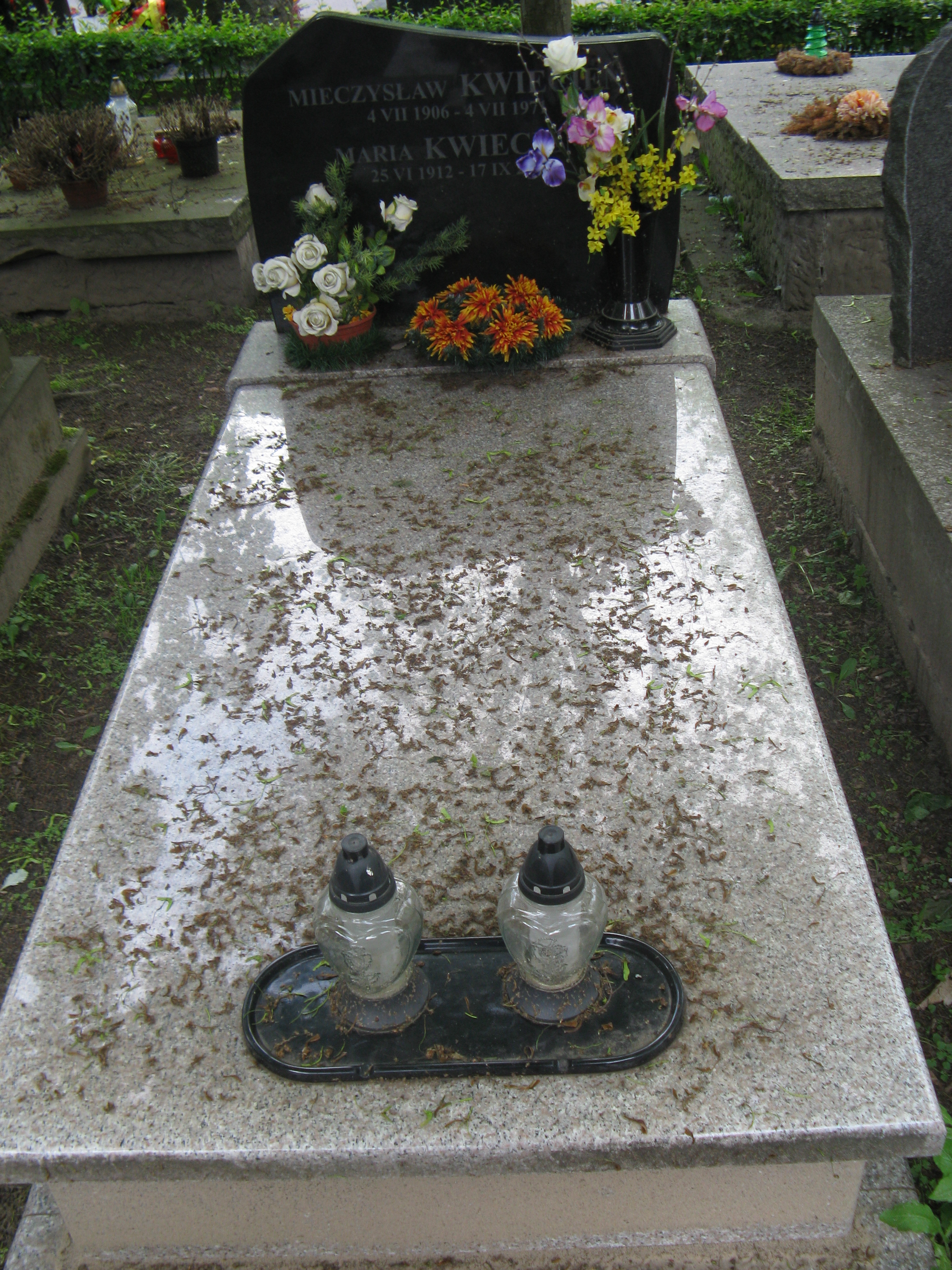
Grób Mieczysława Kwietnia na Cmentarzu Wojskowym na Powązkach

Po ukończeniu szkoły podstawowej w Czortkowie pracował w warsztacie szewskim, w latach 1926–1928 odbywał służbę wojskową w 49 pp w Kołomyi. W 1930 wstąpił do MOPR, a w 1932 do KPZU. Od 1935 mieszkał w Warszawie, gdzie działał w KPP i w Centralnym Związku Robotników Przemysłu Skórzanego i Pokrewnych Zawodów w Polsce; był skarbnikiem oddziału Związku w dzielnicy Praga. We wrześniu 1939 wrócił do Czortkowa, gdzie przeszedł szkolenie handlowe i do czerwca 1941 był zastępcą prezesa miejscowej spółdzielni spożywców. W 1942 wrócił do Warszawy w obawie przed aresztowaniem przez Gestapo i prześladowaniami przez Ukraińców, pracował w małym warsztacie szewskim. Podczas powstania warszawskiego wywieziony do obozu przejściowego w Zakroczymiu, a potem na przymusowe roboty do Berlina. W maju 1945 wrócił do Warszawy i wstąpił do PPR. Został zastępcą kierownika Wydziału Kolportażu Spółdzielni Wydawniczej „Czytelnik”. W tym wydawnictwie był współorganizatorem, a potem sekretarzem komórki PPR. Na polecenie Komitetu Warszawskiego PPR zorganizował Komitet Dzielnicowy (KD) PPR Stare Miasto, którego od 1946 był I sekretarzem. W 1948 skończył półroczny kurs w Centralnej Szkole PPR w Łodzi i został instruktorem w Wydziale Organizacyjnym KC PPR. W 1950 skierowany przez Biuro Polityczne KC PZPR do Koszalina, gdzie współorganizował Komitet Wojewódzki (KW) PZPR. Wybrany do egzekutywy KW PZPR w Koszalinie na I Wojewódzkiej Konferencji, został sekretarzem organizacyjnym. Później był kierownikiem Wydziału Organizacyjnego KW PZPR w Zielonej Górze. W listopadzie 1956 wrócił do Warszawy i od czerwca 1957 był wiceprzewodniczącym Warszawskiej Komisji Kontroli Partyjnej (WKKP). Był odznaczony m.in. Orderem Sztandaru Pracy II klasy i Krzyżem Oficerskim Orderu Odrodzenia Polski. Został pochowany na Cmentarzu Wojskowym na Powązkach, kwatera C31, rząd 2, grób 22.